# Anisolabis oahuensis
Anisolabis oahuensis är en tvestjärtart som beskrevs av Brindle 1979. Anisolabis oahuensis ingår i släktet Anisolabis och familjen Carcinophoridae. Inga underarter finns listade i Catalogue of Life.